# Рипа-луй-Тофан
Ри́па-луй-Тофа́н (рум. Râpa lui Tofan) — пам'ятка природи геологічного чи палеонтологічного характеру в Калараському районі Молдови. Розташована на західній околиці села Велчинец. 
Площа 5 га. Охороною об'єкту займається сільськогосподарське підприємство «Велчинец».